# Erik Persson
Erik Persson (født 19. november 1909, død 1. februar 1989) var en svensk fodboldspiller (angriber).
Persson spillede på klubplan for AIK i fødebyen Stockholm. Han vandt det svenske mesterskab med klubben i både 1932 og 1937.
For Sveriges landshold spillede Persson 32 kampe og scorede 20 mål. Han repræsenterede sit land ved OL 1936 i Berlin, samt ved VM 1938 i Frankrig.

## Titler
Svensk mesterskab
- 1932 og 1937 med AIK Stockholm